# Natura morta con brocca d'acqua
Natura morta con brocca d'acqua è un dipinto di Paul Cézanne. Eseguito tra il 1892 e il 1893, appartiene alla collezione della Tate Gallery ed è conservato nella National Gallery di Londra.

## Descrizione
In questa natura morta il pittore raffigura alcuni piatti e frutti posti su un tavolo con un insolito effetto prospettico. Il dipinto, incompiuto, appartiene ad una serie di nature morte eseguite in quegli anni, caratterizzate dalla medesima ricerca pittorica e dalla presenza della stessa caraffa blu.